# 忠昌军节度使
金朝元光二年（公元1223年），金朝女真人占领北方后，将泽州升为节镇军，名叫忠昌军节度。管辖六个县，两个镇：即晋城(今晋城市城区与泽州县)、高平、阳城、陵川、沁水、端氏6县，和巴公、周村二镇（旧又置有星轺镇，后废）。军驻地在晋城（今晋城市城区与泽州县）。